# Batlavsko jezero
Batlavsko jezero (alb. Liqeni i Batllavës, srp. Батлавско језеро) je jezero na Kosovu.

## Povijest
Brana Batlavskog jezera počela se graditi 1961., a dovršena je 1965. Svrha njegove izgradnje bila je opskrba vodom elektrana na ugljen u Obiliću. Ali, nakon izgradnje Ujmanskog jezera, odakle se sada napajaju elektrane, jezero se počelo koristiti kao spremnik pitke vode.
Jezero danas opskrbljuje vodom najveću kompaniju za vodoopskrbu, regionalnu tvrtku za vodoopskrbu "Priština", odnosno gradove i sela općina Podujevo, Priština i Obilić.

## Geografija
Jezero se nalazi na sjeveroistoku Kosova, u općini Podujevo. Udaljeno od 13 km od Podujeva i oko 30 km od Prištine.
Jezero se proteže od zapada prema istoku, jer je njegova brana na zapadu jezera i ulijeva se u rijeku Batlava. Jezero je dugo oko 6 km i široko do 700 m. Dubina jezera varira s godišnjim dobima, ali može imati dubinu do 48 m. Jezero ima visinu od 3.29 km2 i jedno je od najvećih jezera na Kosovu. Jezero Batllava, kao umjetno jezero, ima branu visine 40.5 m.

## Danas
Kao jedno od glavnih turističkih odredišta na Kosovu, jezero Batllava okruženo je planinama i visokim šumama bogatim raznim biljkama. Prirodni krajolik je nevjerojatan tijekom cijele godine, posebno ljeti. Osim svoje glavne funkcije, opskrbe pitkom vodom pojedinih gradova, jezero je pogodno mjesto i za druge sportske aktivnosti; plivanje, ribolov i vožnja čamcem. Na obali jezera nalazi se nekoliko poznatih restorana s ribljim menijem i tradicionalnom hranom. Oko jezera, na pojedinim slikovitim mjestima, izgrađene su mnoge planinarske kuće i odmarališta za turiste. Ljepote jezera i šuma oko njega privlače brojne posjetitelje u svako doba godine.
Budući da je jezero bogato ribom, posebno šaranom i štukom, ribolov je dosta razvijen i privlačan brojnim stalnim posjetiteljima. Svake godine organiziraju se i natjecanja u ribolovu.
Plivanje je također aktivnost tijekom ljetnih mjeseci. U jezeru se s vremena na vrijeme održavaju natjecanja u plivanju. U organizaciji Kosovskog plivačkog saveza, Međunarodni plivački maraton održava se svake godine na jezeru Batllava. Održan je maraton "Kosova 2021", kada se natjecalo 27 plivača iz Kosova, Albanije i Sjeverne Makedonije na 4.2 km (2,6 mi) put. Na površini jezera, osim kupanja, mogu se baviti i drugim sportovima na vodi, kao što su ronjenje, kajak, skijanje na vodi i sl. Čak je i vožnja čamcem po jezeru poseban užitak.

## Vanjske poveznice
|  | Zajednički poslužitelj ima još gradiva o temi Batlavsko jezero |